# Anacanthobatis donghaiensis
Anacanthobatis donghaiensis е вид хрущялна риба от семейство Anacanthobatidae.

## Разпространение и местообитание
Видът е разпространен в Китай.
Среща се на дълбочина от 200 до 1000 m.

## Описание
На дължина достигат до 44 cm.